# 本頓縣 (阿肯色州)
本頓縣（英語：Benton County）是美国阿肯色州西北角的一個郡，北鄰密蘇里州，西鄰奧克拉荷馬州，面積2,280平方公里。根據2020年美國人口普查，共有人口28萬4,333人。縣治本頓維（Bentonville）。該縣成立於1836年9月30日。縣名紀念代表密蘇里州的聯邦參議員托马斯·哈特·本顿（Thomas Hart Benton）。
本顿县从2012年开始不再是一個禁酒的縣。